# I Kina spiser de hunde
I Kina spiser de hunde er en dansk actionkomedie fra 1999, instrueret af Lasse Spang Olsen og skrevet af Anders Thomas Jensen. På rollelisten ses bl.a. Kim Bodnia, Dejan Čukić, Nikolaj Lie Kaas, Tomas Villum Jensen, Brian Patterson, Trine Dyrholm, Peter Gantzler, Jesper Christensen og Slavko Labović. I 2002 kom efterfølgeren Gamle mænd i nye biler.
I Kina spiser de hunde er én af de få danske film, som ikke har fået filmstøtte fra Det Danske Filminstitut. Filmen fik gentagne nej til statslige støttekroner, men blev reddet af en tv-station, en privat investor, en filmproducent og en filmudlejer, og filmens budget var på 8 mio. kr. Filmen blev en solid biografsucces med 223.248 solgte biografbilletter i Danmark. Desuden har filmen også haft biografpremiere i henholdsvis Norge, Island, Tyskland, Slovenien og Tjekkiet.
Filmen fik Robertprisen for Årets special effects/lys.

## Handling
Filmen handler hovedsagligt om Arvid, som er en halv-kedelig bankrådgiver med problemer i parforholdet. Ved et tilfælde kommer han til at stoppe et bankrøveri med kollegaen Hennings (Homo Henning) squashketcher, derfra bliver han kaste ud i nogle moralske dilemmaer om hvad der er rigtig og forkert. I handlingen trækkes den subjektive grænse til det yderste, hvor selv mord kan retfærdigøres i sidste ende.

## Medvirkende
- Dejan Cukic (Arvid Blixen)
- Kim Bodnia (Harald)
- Nikolaj Lie Kaas (Martin)
- Tomas Villum Jensen (Peter)
- Brian Patterson (Vuk)
- Trine Dyrholm (Hanne)
- Peter Gantzler (Franz)
- Line Kruse (Astrid)
- Søren Sætter-Lassen (Henning (Homo Henning))
- Lasse Lunderskov (Jørgen)
- Jesper Christensen (bartender)
- Preben Harris (Erling)
- Martin Spang Olsen (Preben)
- Erik Holmey (sikringsvagt)
- Lester Wiese (Richard)
- Slavko Labovic (Ratko)
- Jonas Schmidt (betjent)
- B.S. Christiansen (betjent)